# Storsjön (Sandviken)
Der See Storsjön liegt in der Mitte der historischen schwedischen Provinz Gästrikland, größtenteils in der Gemeinde Sandviken, der östliche Teil liegt aber in der Gemeinde Gävle. Er hat eine Fläche von 70,7 km² und eine größte Tiefe von 12,5 Metern, jedoch ist der See an den meisten Stellen nur zwischen zwei und fünf Metern tief.
Der Storsjön ist reich an Zander und hat insgesamt 365 Inseln. Er wird von den Flüssen Borrsjöån, Fänjaån, Gavlehytteån, Jädraån und Vallbyån gespeist um vom Gävleån entwässert. Am See liegt die Stadt Sandviken.